# Sweet Black Angel
«Sweet Black Angel» —en español: «Dulce ángel negro»— es una canción de la banda británica de rock The Rolling Stones, que aparece en su álbum Exile in Main St. de 1972. También fue lanzado como lado B del sencillo «Tumbling Dice».

## Historia
Acreditada a Mick Jagger y Keith Richards, «Sweet Black Angel» es una de las pocas canciones directamente políticas escritas por los Stones. Es una balada country blues, inspirada en la activista de derechos civiles Angela Davis, que se enfrentaba a cargos de asesinato en ese momento.
Steve Kurutz dice en su reseña: "Nunca habiendo oído hablar de Angela Davis, un oyente podría fácilmente pasar por alto las letras políticas y perderse en el punteo circular acústico o el ritmo de tabla de lavar que propulsa tan bien a la canción. Sin embargo, al conocer la historia del caso uno se da cuenta de lo hábil e inteligente que puede ser la letra de Mick, aunque se esconda detrás de su mejor dicción de backwoods...".
La grabación inicial tuvo lugar en la casa de Mick Jagger, ubicada en Stargroves, Inglaterra a mediados de 1970, durante las sesiones de Sticky Fingers. Los overdubs y mezcla final se completaron más tarde en los estudios Sunset Sound de Los Ángeles entre diciembre de 1971 y marzo de 1972. Jagger aporta la voz principal y armónica, Richards y Mick Taylor en guitarra acuústica y coros, Bill Wyman en el bajo y Charlie Watts en la batería. Richard "Didymus" Washington toca la marimba mientras que el productor Jimmy Miller presta apoyo en la percusión.
«Sweet Black Angel» fue tocada en vivo por los Stones solo una vez, en Fort Worth el 24 de junio de 1972.

## Personal
Acreditados:
- Mick Jagger: voz, armónica.
- Keith Richards: guitarra acústica, coros.
- Charlie Watts: batería.
- Bill Wyman: bajo.
- Mick Taylor: guitarra acústica.
- Jimmy Miller: percusión.
- Richard Didymus Washington: marimbas.